# Miloslav Mečíř junior
Miloslav Mečíř junior (* 20. Januar 1988 in Prag, Tschechoslowakei) ist ein ehemaliger slowakischer Tennisspieler. Sein Vater Miloslav Mečíř wurde 1988 bei den Olympischen Spielen in Seoul Olympiasieger.

## Leben und Karriere
Mečíř spielte hauptsächlich auf der ATP Challenger Tour und der ITF Future Tour. Er konnte sechs Einzel- und einen Doppeltitel bei Future-Turnieren und einen Doppeltitel auf der Challenger Tour in Košice feiern. Er wurde zudem mit der Mannschaft TK Slovan Bratislava 2008 bis 2010 slowakischer Mannschaftsmeister.
2014 spielte er in der 2. deutschen Bundesliga für den TC Weinheim. 2015 spielte er letztmals ein Profiturnier.

## Erfolge
| Legende (Anzahl der Siege)  |
| Grand Slam                  |
| ATP World Tour Finals       |
| ATP World Tour Masters 1000 |
| ATP World Tour 500          |
| ATP World Tour 250          |
| ATP Challenger Tour (1)     |

### Doppel

#### Turniersiege
| Nr. | Datum         | Turnier | Belag | Partner      | Finalgegner                   | Ergebnis          |
| --- | ------------- | ------- | ----- | ------------ | ----------------------------- | ----------------- |
| 1.  | 12. Juni 2010 | Košice  | Sand  | Marek Semjan | Ricardo Hocevar Caio Zampieri | 6:3, 1:6, [13:11] |